# Declaración de San Petersburgo
La Declaración de San Petersburgo fue suscrita en San Petersburgo el 29 de noviembre de 1868 para prohibir el uso de ciertos tipos de armas durante un conflicto bélico. 
Esta declaración es considerada como el primer acuerdo formal en las leyes de la guerra. La historia del documento data de 1867, cuando los ingenieros rusos desarrollaron un proyectil que explota al contacto con cualquier superficie; su propio gobierno consideró inhumano el uso de ese explosivo y, para evitar que ellos u otro país lo utilizaran en una guerra, sugirió que fuera prohibido por un acuerdo internacional. Así, el 11 de diciembre de 1868 entró en vigor el tratado que señala que tipos de armas no pueden ser usadas en un conflicto bélico debido al sufrimiento innecesario que causan sin ser más efectivas.

## Historia

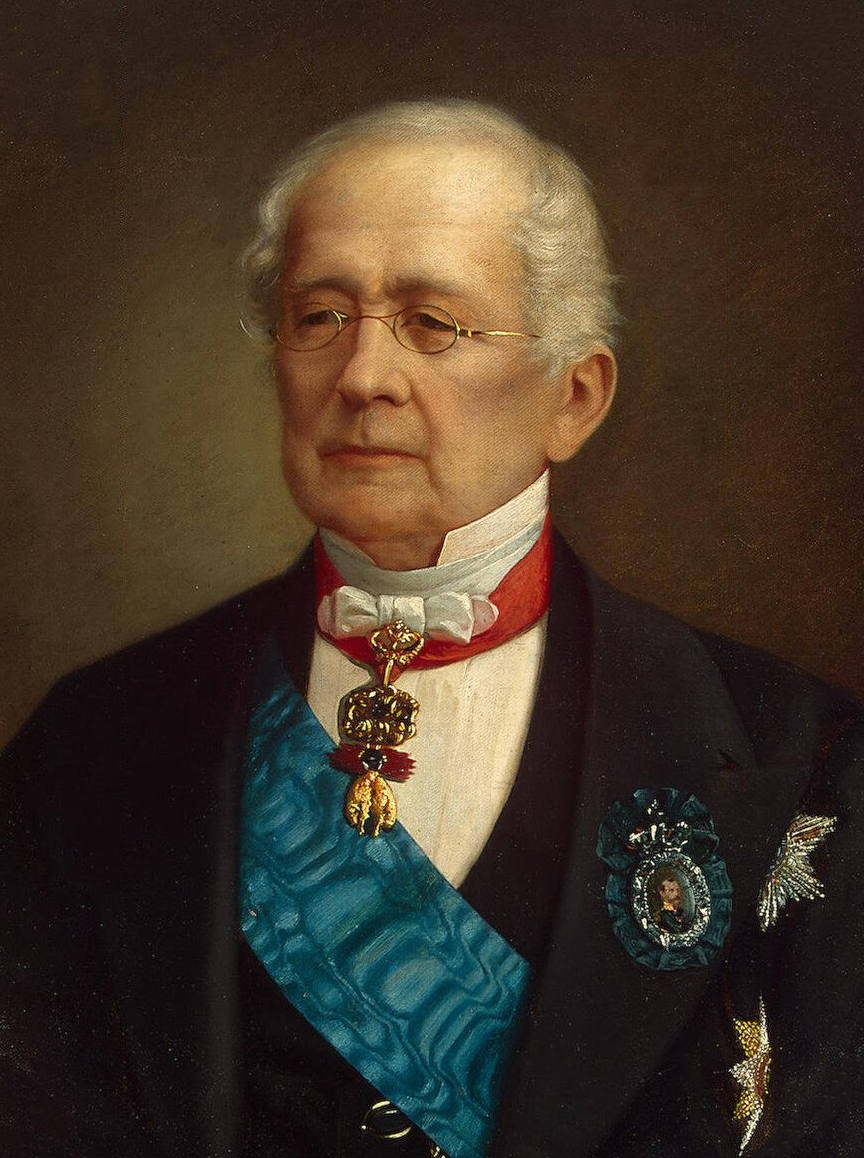
Alexander Gorchakov

Por invitación del diplomático y estadista ruso, príncipe Alexander Gorchakov, se reunieron representantes de Austria-Hungría, Baviera, Bélgica, Dinamarca, Francia, Gran Bretaña, Grecia, Italia, los Países Bajos, Portugal, Confederación Alemana del Norte, Rusia, Suecia y Noruega, Suiza, el Imperio Otomano, y Württemberg. con el propósito de acordar normas vinculantes. Los Estados Unidos, no eran una gran potencia en el momento, por lo que no fueron invitados y nunca se ha adherido a ella.
Los delegados afirmaron que el único objetivo legítimo de la guerra debería ser el debilitamiento de las fuerzas militares del enemigo, lo que se podía lograr de manera eficiente, en el caso de proyectiles de peso menor a los 400 gramos, sin el empleo de cargas explosivas o inflamables en ellos. El peso y la velocidad del proyectil bastaban para neutralizar al soldado que fuese alcanzado. Cargas explosivas o inflamables causaban solo mayor sufrimiento a la víctima y no tenían los efectos sobre otros soldados que puede tener un proyectil de más de 400 gramos (explosión, esquirlas, fuego).
Si bien la declaración prohibió la utilización de contenidos explosivos o incendiarios en proyectiles pequeños, no prohibió dichas contenidos en municiones para cañones.
La influencia de esta declaración sobre el derecho internacional humanitario la explica su mención en un importante juicio ante los tribunales japoneses,  el Ryuichi Shimoda v. The State:

... "El derecho internacional de guerra no es simplemente formulado sobre la base de sentimientos humanitarios. Tiene como base tanto las consideraciones de necesidad militar, la eficacia y las consideraciones humanitarias, y es un equilibrio de estos dos factores. Para ilustrar esto, un ejemplo citado a menudo en los libros de texto es el de las disposiciones de la Declaración de San Petersburgo de 1868 que prohíbe el uso de proyectiles de menos de 400 gramos que explotan o son inflamables con sustancias combustibles. La razón de la prohibición se explica de la siguiente manera: los proyectiles son pequeños, de gran alcance y pueden matar o herir a un solo hombre, y como una bala ordinaria puede realizar esto, no hay necesidad imperiosa para el uso de estas armas inhumanas. Por otro lado, el uso de un arma determinada, por grande que su resultado pueda ser inhumano, no tiene que ser prohibido por la ley internacional si tiene un gran efecto militar".

## Contenido
La declaración promulgada dispuso los límites de la obligación asumida por los países signatarios e invitó a otros Estados a unirse. Se acordó el siguiente texto:

A propuesta del Gabinete Imperial de Rusia, una Comisión militar internacional se ha reunido en San Petersburgo con el objeto de examinar la conveniencia de prohibir el uso de determinados proyectiles en tiempo de guerra entre naciones civilizadas, habiendo fijado esta Comisión, de común acuerdo, los límites técnicos en que deben detenerse las necesidades de la guerra ante las exigencias de la humanidad, los Abajo Firmantes están autorizados, por las órdenes de sus Gobiernos, a declarar lo que sigue:

Considerando:
Que los progresos de la civilización deben tener por efecto atenuar en cuanto sea posible las calamidades de la guerra;
Que la única finalidad legítima que los Estados deben proponerse durante la guerra es el debilitamiento de las fuerzas militares del enemigo;
Que, a este fin, basta con poner fuera de combate al mayor número posible de hombres;
Que esta finalidad quedaría sobrepasada por el empleo de armas que agravarían inútilmente los sufrimientos de los hombres puestos fuera de combate, o bien harían que su muerte fuese inevitable;
Que el empleo de tales armas sería, a partir de este momento, contrario a las leyes de la humanidad;
Las Partes contratantes se comprometen a renunciar mutuamente, en caso de guerra entre ellas, al empleo por sus tropas de tierra o de mar de cualquier proyectil cuyo peso sea inferior a 400 gramos y que sea explosivo, o que esté cargado con materias explosivas o inflamables.
Las Partes contratantes invitarán a todos los Estados que no han participado, mediante el envío de delegados, en las deliberaciones de la Comisión militar internacional, reunida en San Petersburgo, para que se unan al presente compromiso.
Este compromiso no es obligatorio más que para las Partes contratantes, o para las que se unan a él, en caso de guerra entre dos o varias de ellas; no puede ser aplicado en lo que se refiere a las Partes no contratantes o que no se hayan unido a él.
Dejaría igualmente de ser obligatorio a partir del momento en que, en una guerra entre Partes contratantes o que se hayan unido, una Parte no contratante o que no se haya unido, se aliara con uno de los beligerantes.
Las Partes contratantes o las que se hayan unido se reservan la facultad de ponerse de acuerdo ulteriormente cada vez que sea formulada una proposición precisa con vistas a los perfeccionamientos que puedan producirse, que la ciencia pudiera introducir en el armamento de las tropas, con el objeto de mantener los principios que han sido establecidos y conciliar las necesidades de la guerra con las leyes de la humanidad.

Hecho en San Petersburgo el veintinueve de noviembre - once de diciembre de mil ochocientos sesenta y ocho.